# Северный Ключ
Северный Ключ — село в Похвистневском районе Самарской области. Входит в состав сельского поселения Савруха.

## История
В 1973 г. Указом Президиума ВС РСФСР поселок совхоза «Северный ключ» переименован в Северный Ключ.

## Население
| 2010 |
| ---- |
| 216  |